# Józef Dowbor-Muśnicki
Józef Dowbor-Muśnicki (Iosif Romanovich no exército russo; Garbów, 25 de outubro de 1867 – Batorowo, 26 de outubro de 1937) foi um militar e general polonês, que serviu aos exércitos do Império Russo e da Polônia. Seu maior momento histórico foi como comandante da Revolta na Grande Polônia (1918-1919).

## Biografia

### No exército russo-imperial
Nasceu no leste da Polônia, num pequena vila perto de Sandomierz, então parte do território do Império Russo. Entrou para o exército russo em 1884, formando-se como oficial em 1888, na 2ª Escola Militar de Konstantine. Serviu na Manchúria durante a Guerra Russo-Japonesa como oficial de estado-maior do 1º Corpo Siberiano.
No começo da I Guerra Mundial, ele comandou o 14º Regimento de Infantaria Siberiano. Em setembro de 1915, já general, foi designado para o estado-maior do 1º Exército Russo. Comandou divisões de infantaria até a Revolução de Fevereiro de 1917 que levou à abdicação do Czar Nicolau II. Nos meses seguintes, Músnicki continuou a exercer o comando de tropas e foi promovido a tenente-general em 5 de maio de 1917. Neste meio tempo, entretanto, a fragilidade do Governo Provisório Russo, instalado em São Petersburgo, sua declaração do direito das nações à autodeterminação e as promessas alemães de autonomia à Polônia ocupada, despertaram os sentimentos nacionalistas há tanto tempo suprimidos entre os poloneses étnicos vivendo na Rússia. Cerca de 700 mil deles serviam no exército do czar em 1917 e, sob o assentimento do governo provisório, começaram a se reunir para formar um exército polonês que lutasse por uma Polônia livre e unida.

### No exército polonês
No início de agosto, o recém-formado Comitê Executivo Militar Polonês nomeou Dowbor-Muśnicki comissário do distrito militar de Petrogrado e em 23 de agosto, comandante do recém-formado 1º Corpo Polonês na Rússia. O processo de reorganização deste exército acabou complicando-se pela Revolução de Outubro, que trouxe ao poder os bolcheviques, mas o general se aproveitou da fragilidade e da confusão política que ocorria naquele momento para formar três divisões de infantaria na Bielorrússia em janeiro de 1918.
A I Guerra Mundial continuava e em 25 de janeiro de 1918, ele recusou uma ordem do novo governo soviético para debandar sua tropa, o que levou a choques com o recém-formado Exército Vermelho. Em 31 de janeiro ele foi obrigado a se retirar para Babruysk e Slutsk, onde foi cercado por forças alemães do Kaizer. Após uma breve interrupção ocorrida durante a assinatura do Tratado de Brest-Litovski, que cedeu toda a Polônia e a Bielorrússia para a Alemanha, ele e seus homens juntaram-se à ofensiva germânica contra os bolchevistas e Dowbor-Muśnicki tomou a cidade de Minsk.

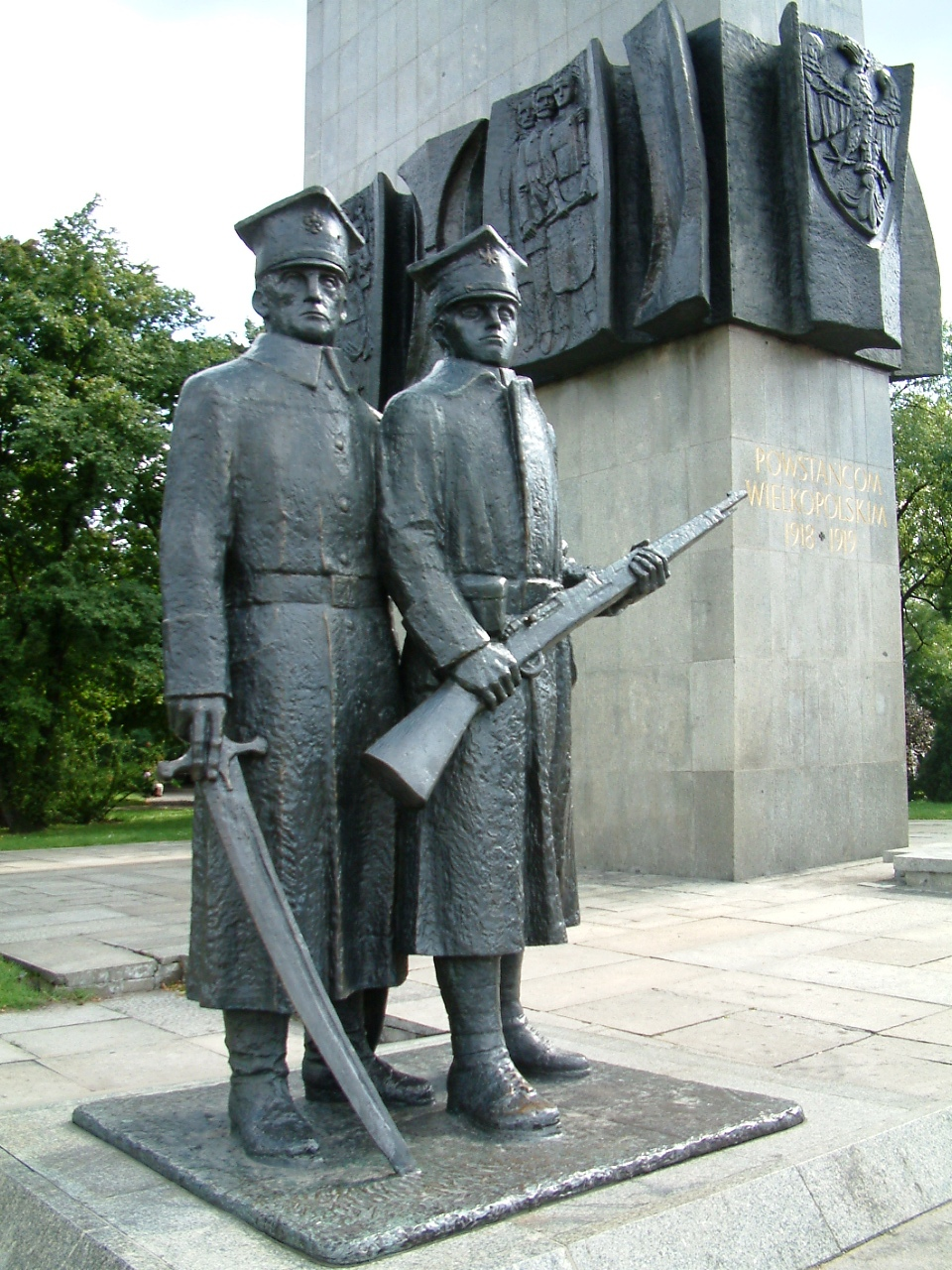
Parte do monumento aos insurgentes poloneses comandados por Dowbor-Muśnicki na Revolta na Grande Polônia, em Poznań.

O 1º Corpo permaneceu na Bielorrússia por três meses, reagrupando-se e exercendo a função de polícia sob as ordens das autoridades alemães de ocupação. Em maio de 1918 ele foi obrigado a assinar um acordo com os alemães que levou ao desarmamento e efetiva dissolução de seu exército em julho, quando então ele foi para a Polônia. O acordo de Dowbor foi criticado por políticos poloneses pró-independência mas ele preservou o núcleo de seu exército intacto, o que provaria ser decisivo mais adiante, no fim daquele ano.
Após o armistício que encerrou a I Guerra Mundial em novembro de 1918, Dowbor ajudou a organizar a formação de um novo exército polonês a partir de seu debandado grupo de soldados e oficiais. Em 6 de janeiro de 1919, ele foi nomeado pelo Alto Conselho Popular como governador temporário da província da Grande Polônia, assim como comandante de todas as forças polonesas na área. Dois dias depois ele chegou a Poznań e assumiu o posto na região em disputa, durante a  insurreição militar ali iniciada contra os alemães.
Durante seu comando-em-chefe da revolta militar, ele foi responsável por uma completa reorganização do que havia começado como uma força guerrilheira paramilitar. Introduziu o recrutamento mobilizando onze turmas de recrutas e transformando as milícias em divisões. O exército da Grande Polônia cresceu de 20 mil para 100 mil homens, bem armados e equipados. Quando os poloneses conseguiram capturar o aeroporto de Ławica, nas cercanias de Poznán, seu exército tornou-se o quarto maior do mundo em número de aeronaves efetivas.
Entre seus homens, ele instituiu o sentimento de neutralidade política, o que fez com que desmobilizasse militares de esquerda e de direita, praças e oficiais, assim como acabou com os conselhos-de-esquerda entre os soldados. Em março de 1919, mesmo após enfrentamentos políticos com alguns líderes do pais por causa dessa neutralidade e nacionalismo, ele foi promovido a Generał broni (tenente-general) a maior patente militar na Polônia da época. Finalmente, com o fim das hostilidades em 19 de março de 1919, as forças de Dowbor foram fundidas no exército polonês, ao mesmo tempo em que o território da Grande Polônia era incorporado ao resto do país.

### Aposentadoria e morte
Józef Dowbor-Muśnicki continuou no comando do chamado "Front da Grande Polônia" até a eclosão da Guerra Polonesa-Soviética, no início de 1919, quando renunciou a seu posto e pediu nova função a Józef Piłsudski, primeiro chefe-de-estado da Segunda República Polonesa.
Sem ter novos comandos, em março de 1920 ele se aposentou das Forças Armadas e estabeleceu-se perto de Poznán. Opondo-se ao Golpe de Estado dado no país em 1926, ele não voltou ao exército durante a luta interna. Ao invés disso, passou anos dedicando-se a escrever suas memórias. Dowbor morreu de ataque cardíaco um dia depois de completar 70 anos na vila de Batorowo, onde viveu no fim da vida, e foi enterrado em Lusowo.
Ele teve quatro filhos, dois homens - Giedymin e Olgierd - e duas mulheres - Janina e Agnieszka. Olgierd suicidou-se antes da Segunda Guerra Mundial e Gedymin emigrou para a França nos anos 30. Suas duas filhas morreram lutando pela Polônia. Agnieszka, uma ativa integrante da resistência polonesa durante a ocupação nazista, foi presa, torturada na prisão de Pawiak, em Varsóvia, e executada no sítio de extermínio em massa de Palmiry. Janina, tenente do exército polonês, foi a única mulher executada pela NKVD soviética no Massacre de Katyn.